# Bare (álbum)
Bare é o terceiro álbum de estúdio da cantora escocesa Annie Lennox, lançado em 10 de Junho de 2003 pelo selo BMG. O álbum corresponde ao retorno da cantora a música, após um tempo longe dos estúdios, onde se encontrava em turnê com o grupo Eurythmics. As canções retratam o período pelo qual Annie Lennox passou, em relação ao término de seu casamento. O álbum foi nomeado ao Grammy na categoria de Melhor Álbum Pop. Os singles do álbum foram "A Thousand Beautiful", "Pavement Cracks" e "Wonderdul".
| Críticas profissionais                                                      | Críticas profissionais |
| Avaliações da crítica                                                       | Avaliações da crítica  |
| Fonte                                                                       | Avaliação              |
| --------------------------------------------------------------------------- | ---------------------- |
| Allmusic                                                                    | [ 1 ]                  |
| Rolling Stone                                                               | [ 2 ]                  |
| Esta tabela precisa de ser acompanhada por texto em prosa. Consulte o guia. |                        |

## Faixas
Todas as músicas são compostas por Annie Lennox.
1. "A Thousand Beautiful Things" – 3:06
2. "Pavement Cracks" – 5:09
3. "The Hurting Time" – 7:32
4. "Honestly" – 5:01
5. "Wonderful" – 4:17
6. "Bitter Pill" – 4:01
7. "Loneliness" – 4:01
8. "The Saddest Song I've Got" – 4:07
9. "Erased" – 4:40
10. "Twisted" – 4:10
11. "Oh God (Prayer)" – 2:49